# Roy M. Huffington
Roy Michael Huffington (Tomball, 4 ottobre 1917 – Venezia, 11 luglio 2008) è stato un imprenditore e diplomatico statunitense.

## Biografia
Roy Michael Huffington nacque a Tomball, in Texas. Si laureò alla Southern Methodist University dove fu membro della confraternita Alpha Tau Omega. Conseguì poi sia il Master of Arts che il Ph.D. in geologia alla Università di Harvard di Cambridge, Massachusetts. Dopo aver prestato servizio nella Marina degli Stati Uniti dal 1942 al 1945, iniziando come guardiamarina e congedandosi poi come capitano di corvetta, tornò in Texas nel 1946 e lavorò come geologo sul campo per Humble Oil, compagnia ora nota come Exxon . 
Nel 1956, fondò la sua compagnia per la ricerca di petrolio e gas naturale, nota come Roy M. Huffington, Inc. (Huffco). Huffco divenne una delle maggiori compagnie petrolifere internazionali indipendenti al mondo. Nel 1966 HUFFCO firmò un contratto di condivisione della produzione con Pertamina per la ricerca di petrolio nel bacino del Kutai del delta del fiume Mahakam, nel Kalimantan Orientale, in Indonesia. Inizialmente l'oggetto dell'esplorazione era il petrolio, ma nel 1972 Huffco scoprì lì una gigantesca riserva di gas naturale, il Badak Field. Quindi Huffco e Pertamina iniziarono a costruire un impianto di GNL a Bontang. Il primo carico fu inviato nell'agosto 1977, a cinque anni dalla scoperta. 
Nel 1990, tutte le proprietà dell'azienda furono vendute alla Chinese Petroleum Corporation di Taiwan e HUFFCO cambiò nome in VICO.
Dal 1990 al 1993, Huffington è stato ambasciatore in Austria nell'amministrazione del presidente americano George Bush.  Quindi è tornato a Houston e ha ripreso la carica di presidente del consiglio di amministrazione e amministratore delegato di Roy M. Huffington, Inc., una compagnia petrolifera internazionale indipendente.

### Vita privata
Roy e Phyllis Huffington ebbero due figli: Terry Dittman, la cui famiglia vive a Houston, e Michael Huffington (nato nel 1947), che è stato deputato repubblicano alla Camera dei rappresentanti degli Stati Uniti per lo Stato della California dal 1993 al 1995. Nel 1994, Michael Huffington perse di poco le elezioni per il Senato degli Stati Uniti contro la democratica Dianne Feinstein. Michael Huffington è stato sposato con Arianna Huffington dal 1986 al 1997. Arianna Huffington, candidata senza successo a governatore della California nelle elezioni suppletive del 2003, è la fondatrice dell’Huffington Post.
Roy Huffington è morto per cause naturali mentre si trovava in vacanza in crociera a Venezia, l’11 luglio 2008.